# Roberto Marcora
Roberto Marcora (Busto Arsizio, 30 agosto 1989) è un ex tennista italiano.
Considerato uno dei migliori giocatori lombardi di sempre, in singolare ha raggiunto i quarti di finale in un torneo del circuito maggiore, ha disputato 5 finali dell'ATP Challenger Tour, ha vinto 11 tornei dell'ITF Men's Circuit e si è spinto fino alla 150ª posizione nella classifica mondiale.

## Carriera

### 2008-2013: inizi da professionista e primi titoli Futures
Fa la sua prima apparizione tra i professionisti nel 2008 in un torneo del circuito ITF Futures. L'anno successivo gioca alcuni altri tornei Futures estivi e ad agosto disputa la sua prima semifinale. Nel 2010 non consegue risultati significativi ma gioca per la prima volta nei tornei dell'ATP Challenger Tour, e dopo due sconfitte nelle eliminazioni, fa il suo esordio con una wild card in un torneo di categoria all'Aspria Tennis Cup e viene eliminato al primo turno.
Nel marzo 2012 disputa la prima finale Futures in un torneo degli Emirati Arabi Uniti e viene sconfitto in tre set da Jules Marie. Perde altre due finali e il 23 settembre alza il primo trofeo da professionista al Futures Spain F29 con il successo in finale sullo spagnolo Andrés Artunedo Martinavarr per 6-3, 7–6. Il mese successivo gioca per la prima volta le qualificazioni di un torneo ATP allo Stockholm Open ed esce di scena al secondo incontro. Nel 2013 si aggiudica tre tornei Futures, vince inoltre il suo primo match in un Challenger al San Marino Open concedendo un solo gioco a Jonathan Eysseric e viene eliminato al secondo turno da Daniel Gimeno Traver.

### 2014-2015: infortunio e prima finale Challenger

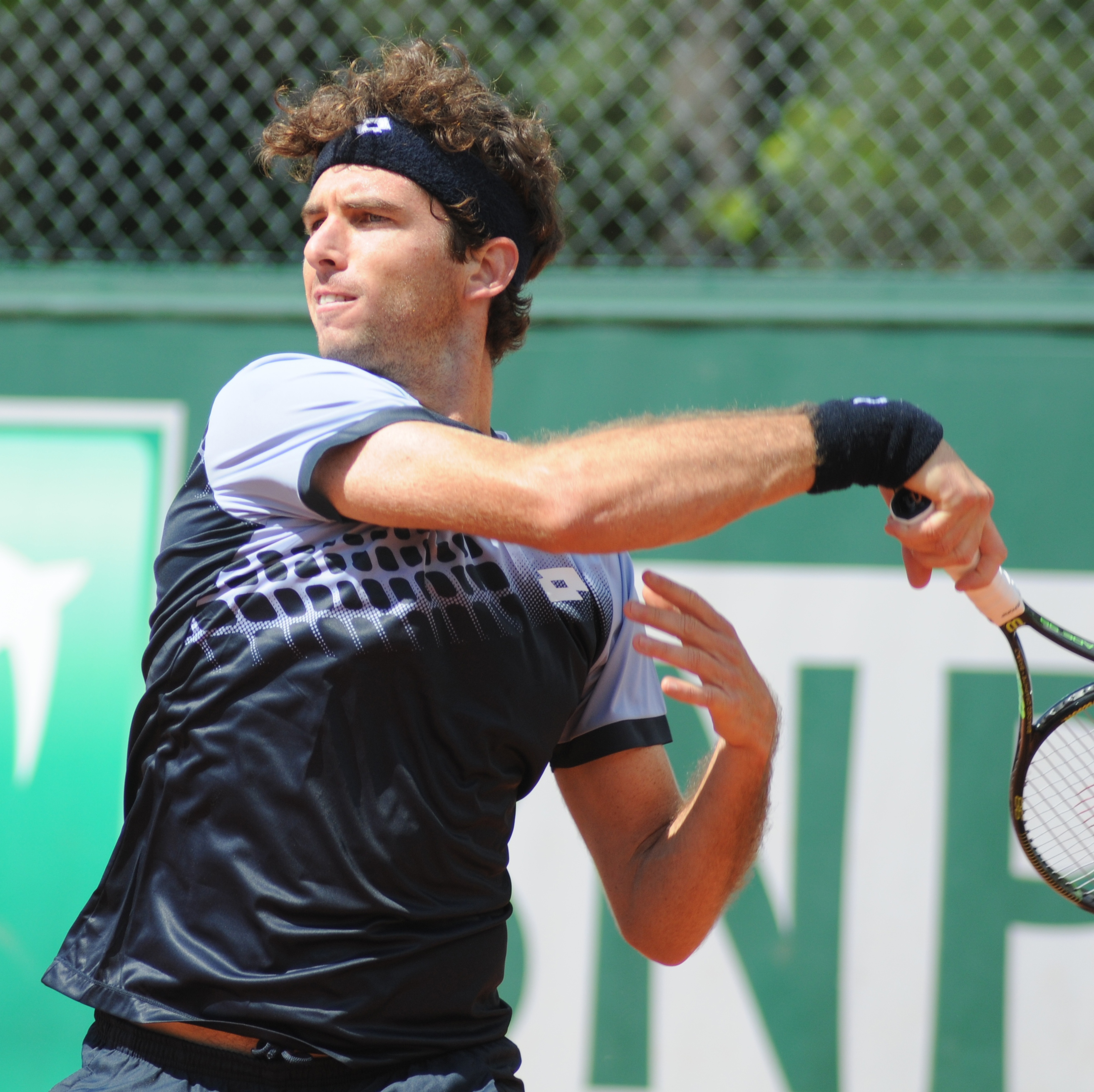
Marcora alle qualificazioni del Roland Garros nel 2015

Nel 2014 disputa senza successo alcune qualificazioni di tornei ATP, ad aprile si procura una sublussazione alla spalla durante le qualificazioni all'ATP di Casablanca, giocherà i due anni successivi condizionato dai dolori che derivano dall'infortunio. Nel prosieguo della stagione 2014 vince 3 titoli Futures e a luglio raggiunge la sua prima semifinale Challenger a Oberstaufen, persa in tre set contro Michael Berrer dopo aver eliminato Peter Gojowczyk. La settimana successiva esce in semifinale anche al Challenger di Cortina e si porta a ridosso della top 200 del ranking.
Nel marzo 2015 disputa la sua prima finale Challenger a Canton, elimina tra gli altri John Millman e in semifinale Márton Fucsovics, viene sconfitto in tre set da Kimmer Coppejans; a fine torneo fa il suo ingresso nella top 200 e raggiunge ad aprile il 185º posto mondiale. Ha quindi inizio una serie di risultati negativi con cui ad agosto si trova alla 361ª posizione. Si risolleva vincendo 3 titoli Futures, mentre nei Challenger non va oltre i quarti di finale disputati ad Andria.

### 2016-2018: operazione, esordio nel circuito maggiore e lenta risalita nel ranking
Dopo essere risalito fino al 241º posto del ranking, durante la stagione 2016 i dolori per l'infortunio subito alla spalla nel 2014 degenerano, continua a giocare e ne risentono i risultati. A luglio si sottopone a un intervento chirurgico per rimuovere la lesione. Deve quindi osservare otto mesi di convalescenza e riabilitazione durante i quali si opera a un alluce che si era rotto nel 2011. Rientra alle competizioni nella primavera del 2017 e a maggio si qualifica per la prima volta per il tabellone principale di un torneo del circuito maggiore all'ATP 250 di Ginevra, battendo nel turno decisivo delle qualificazioni Marco Chiudinelli in 2 set. Al suo debutto in un main draw ATP viene sconfitto in due set da Michail Kukuškin.
Dopo questo isolato risultato positivo, a luglio scende all'852º posto nel ranking; nel prosieguo della stagione risale lentamente senza andare oltre una finale nei tornei Futures e il primo turno nei Challenger. Nel marzo 2018 vince in Israele un torneo Futures, che resterà l'ultimo titolo conquistato in carriera. A giugno torna a disputare una semifinale Challenger a Lione dopo le vittorie su Quentin Halys e Cristian Garín, e cede in due set a Johan Tatlot. Verso fine anno rientra nella top 300.

### 2019: tre finali Challenger
Nei primi 5 tornei del 2019 vince solo un incontro nelle qualificazioni per l'ATP 250 di Auckland e uno al Cleveland Open. A febbraio raggiunge due finali Challenger, a Budapest sconfigge tra gli altri Grégoire Barrère, Norbert Gombos e in semifinale Oscar Otte prima di arrendersi in due set nel match per il titolo ad Aleksandr Bublik. Raggiunge quindi la finale anche agli Internazionali di Tennis di Bergamo con i successi in due set contro Laurynas Grigelis, Mohamed Safwat, Andrea Vavassori e Jan Choinski, cede un set in semifinale a Arthur De Greef e viene sconfitto nell'atto conclusivo dal diciassettenne Jannik Sinner. Torna a mettersi in luce ad aprile raggiungendo la semifinale al Challenger 90 di Sophia Antipolis, dove sconfigge in due parziali Tristan Lamasine, Benoît Paire, Alessandro Giannessi e Filippo Baldi prima di perdere sempre in due set contro Filip Krajinović.
Nei tornei successivi vince pochi incontri, si infortuna durante il match di secondo turno al Challenger di Lisbona ed è costretto a uno stop di un mese. Fa il suo rientro al Challenger di Recanati e raggiunge la terza finale stagionale eliminando tra gli altri la testa di serie nº 1 Matthias Bachinger e in semifinale la nº 15 Mats Moraing prima della sconfitta in due set contro Jahor Herasimaŭ. Dopo un altro mese di inattività ad agosto, negli ultimi tornei stagionali raccoglie qualche altro risultato di rilievo. Dopo l'eliminazione nei quarti di finale a Glasgow, supera Elias Ymer  a Bratislava ed esce al terzo turno per mano di Stefano Travaglia. Al terzo turno del Challenger di Ortisei subisce un'altra sconfitta contro Jannik Sinner, futuro vincitore del torneo. Disputa l'ultimo torneo stagionale al Maia Challenger, dove supera Andrea Arnaboldi e Gianluca Mager ed esce nei quarti di finale per mano di Constant Lestienne. Finisce il 2019 alla 181ª posizione della classifica ATP.

### 2020: primi match vinti nel circuito ATP, una finale Challenger e top 150
Inizia la stagione dal Challenger di Noumea e si spinge fino ai quarti di finale con le vittorie su Carlos Taberner, Federico Gaio e Harold Mayot, prima di cedere a Matteo Viola dopo due tie-break. Alle qualificazioni degli Australian Open supera Lukáš Lacko, e viene sconfitto al secondo turno da Norbert Gombos. Torna a disputare un torneo ATP superando nelle qualificazioni al Maharashtra Open Filippo Baldi e Blaž Rola, al primo turno ha la meglio su Lukáš Rosol per 6-3, 6-2, nella sua prima vittoria in carriera nel circuito maggiore, negli ottavi di finale vince il suo primo match contro un top 20, sconfiggendo con un doppio 6-4 il nº 19 del mondo Benoît Paire, e viene eliminato nei quarti di finale da James Duckworth in due set.
Al Challenger di Cherbourg concede nei quarti quattro giochi a Zdeněk Kolář, in semifinale la spunta al tie-break del terzo set su Miša Zverev, salvando due match-point; alla sua ultima finale in carriera perde per 6-4, 6-2 contro Roman Safiullin. A fine torneo raggiunge la 150ª posizione mondiale, che rimarrà il suo miglior ranking in carriera. Al Challenger di Bergamo esce nei quarti di finale per mano di Enzo Couacaud e non va oltre gli ottavi al Challenger 125 di Indian Wells. Dopo una serie di risultati negativi, sfiora la qualificazione al Roland Garros dando forfait prima dell'incontro decisivo. Nel finale di stagione raggiunge i quarti di finale al Challenger di Parma 2.

### 2021: ultimi risultati di rilievo nel circuito maggiore
Il primo risultato di rilievo del 2021 arriva a fine febbraio, quando superando Ernests Gulbis al Singapore Open consegue la sua terza vittoria nel circuito ATP, e viene eliminato al secondo turno da Adrian Mannarino. I quarti di finale raggiunti in aprile a Marbella – dove cede in tre set a Gianluca Mager – saranno il suo miglior risultato stagionale nel circuito Challenger. Continua a raccogliere soprattutto sconfitte e a luglio esce dalla top 200. Al secondo turno delle qualificazioni agli US Open perde 9-7 nel tie-break decisivo contro Bernabé Zapata Miralles. A ottobre supera per la prima volta le qualificazioni in un Masters 1000 a Indian Wells con i successi su Alex Bolt e Matteo Viola, al primo turno viene eliminato da Pedro Martínez nel suo ultimo match disputato nel circuito maggiore e chiude la stagione al 202º posto mondiale.

### 2022-2023: ultime stagioni e ritiro
Trovato positivo a un test sul COVID-19, non gioca i primi tornei del 2022 e a febbraio annuncia il suo ritiro dall'agonismo. Cambia idea e a luglio disputa senza successo le qualificazioni a Wimbledon. Sconfitto di nuovo al secondo turno di qualificazione agli US Open, a fine stagione supera la testa di serie nº 4 Fernando Verdasco al Challenger 100 di Saint-Tropez ed esce di scena nei quarti per mano di Jurij Rodionov. Al primo turno delle qualificazioni degli Australian Open 2023 viene sconfitto nel tie-break decisivo dal nº 103 ATP Juan Pablo Varillas. Eliminato nei quarti al Tenerife Challenger II, sconfigge Stefan Kozlov in marzo alle qualificazioni di Indian Wells e viene subito dopo eliminato da Aleksandar Vukic nel suo ultimo match da professionista. Annuncia nuovamente il ritiro a fine torneo, facendo sapere che ci sono troppi sacrifici da fare e troppe spese per mantenersi nel circuito se non si rientra tra i giocatori al vertice.

## Statistiche

### Tornei minori

#### Singolare

##### Vittorie (11)
| Legenda tornei minori |
| Challenger (0)        |
| Futures (11)          |

| N.  | Data              | Torneo                              | Superficie  | Avversario in finale        | Punteggio           |
| 1.  | 23 settembre 2012 | Spain F29, Madrid                   | Cemento     | Andrés Artunedo Martinavarr | 6-3, 7–6(3)         |
| 2.  | 12 maggio 2013    | Sweden F2, Båstad                   | Terra rossa | Simone Vagnozzi             | 6-3, 7-5            |
| 3.  | 22 giugno 2013    | Italy F14, Siena                    | Terra rossa | Edoardo Eremin              | 6-2, 4-6, 6-3       |
| 4.  | 19 ottobre 2013   | Israel F14, Ramat HaSharon          | Cemento     | Ivo Klec                    | 7–6(4), 6-4         |
| 5.  | 27 aprile 2014    | Italy F11, Santa Margherita di Pula | Terra rossa | Riccardo Sinicropi          | 6-1, 3-6, 6-2       |
| 6.  | 17 maggio 2014    | Italy F14, Santa Margherita di Pula | Terra rossa | Gianluca Naso               | 7-5, 6-4            |
| 7.  | 28 maggio 2014    | Italy F15, Bergamo                  | Terra rossa | Claudio Fortuna             | 5-7, 6-0, 6-1       |
| 8.  | 17 agosto 2015    | Switzerland F3, Ginevra             | Terra rossa | Nikola Milojević            | 6-4 6-2             |
| 9.  | 5 settembre 2015  | Switzerland F5, Losanna             | Terra rossa | Cristian Villagrán          | 7–6(5), 6(2)–7, 6-4 |
| 10. | 24 ottobre 2015   | Israel F14, Ramat HaSharon          | Cemento     | Julien Dubail               | 7-5, 3-6, 7–6(4)    |
| 11. | 25 marzo 2018     | Israel F3, Tel Aviv                 | Cemento     | Yannick Vandenbulcke        | 6-3, 2-6, 6-4       |

##### Finali perse (12)
| Legenda tornei minori |
| Challenger (5)        |
| Futures (7)           |

| N.  | Data             | Torneo                                  | Superficie     | Avversario in finale    | Punteggio           |
| 1.  | 25 marzo 2012    | U.A.E. F1, Fujairah                     | Cemento        | Jules Marie             | 2-6, 6-2, 3-6       |
| 2.  | 17 giugno 2012   | Slovenia F3, Litija                     | Terra rossa    | Riccardo Bellotti       | 1-6, 3-6            |
| 3.  | 15 luglio 2012   | Romania F6, Pitești                     | Terra rossa    | Petru-Alexandru Luncanu | 1^6, 6-1, 6(3)-7    |
| 4.  | 25 agosto 2013   | Switzerland F5, Sion                    | Terra rossa    | Richard Becker          | 7-6(5), 6(1)-7, 2-6 |
| 5.  | 29 giugno 2014   | Italy F20, Busto Arsizio                | Terra rossa    | Stefano Travaglia       | 2-6, 6-4, 4-6       |
| 6.  | 15 marzo 2015    | ATP Challenger Guangzhou, Canton        | Cemento        | Kimmer Coppejans        | 6(6)-7, 7-5, 1-6    |
| 7.  | 12 giugno 2016   | Romania F5, Arad                        | Terra rossa    | Petru-Alexandru Luncanu | 3-6, 6-4, 4-6       |
| 8.  | 11 febbraio 2018 | Tunisia F5, Jerba                       | Cemento        | Carlos Boluda-Purkiss   | 6-3, 6(1)-7, 5-7    |
| 9.  | 10 febbraio 2019 | Hungarian Challenger Open, Budapest     | Cemento        | Aleksandr Bublik        | 0-6, 3-6            |
| 10. | 24 febbraio 2019 | Challenger Bergamo, Bergamo             | Cemento        | Jannik Sinner           | 3-6, 1-6            |
| 11. | 7 luglio 2019    | Challenger Recanati, Recanati           | Cemento        | Jahor Herasimaŭ         | 2-6, 5-7            |
| 12. | 16 febbraio 2020 | Challenger DCNS de Cherbourg, Cherbourg | Cemento indoor | Roman Safiullin         | 4-6, 2-6            |